# Dakhel
Dakhel (em persa: داخل, romanizada como Dākhel) é uma aldeia do distrito rural de Dehshal, situada no distrito central de Astaneh-ye Ashrafiyeh, na província de Gilan, no Irã. No censo de 2006, sua população era de 1 118, em 331 famílias.